# Golpe de Estado del 12 de diciembre
El golpe de estado del 12 de diciembre (Hangul: 12.12 군사반란; Hanja: 12.12 軍事叛亂) también conocido como "insurrección militar del 12.12" fue un  golpe militar sucedido el 12 de diciembre de 1979 en Corea del Sur.
El teniente general del Ejército de la República de Corea Chun Doo-hwan, comandante del  Comando de Seguridad, sin la autorización del presidente en funciones Choi Kyu-hah, ordenó el arresto del general Jeong Seung-hwa, jefe de Estado Mayor del Ejército surcoreano, acusándolo de participación en el asesinato del presidente Park Chung Hee. Esto llevó a un sangriento tiroteo en el Cuartel General del Ejército y el Ministerio de Defensa. A la mañana siguiente, Chun y sus compañeros graduados en la clase undécima de la academia militar, como el general Roh Tae-woo, comandante general de la  9 ª División de Infantería, y el general Jeong Ho-yong estaban a cargo de las fuerzas armadas de Corea. Chun fue apoyado en el golpe de Estado y en la posterior consolidación del poder por el poderoso club privado de oficiales llamado Hanahoe.
Los golpes de Estado del 12 de diciembre y del 17 de mayo supusieron el final de la Cuarta República de Corea del Sur y dieron paso a la Quinta República de Corea del Sur.